# Dragon Slayer: The Legend of Heroes
Dragon Slayer: The Legend of Heroes (ドラゴンスレイヤー英雄伝説?, Dragon Slayer: Eiyū Densetsu) è un videogioco di ruolo sviluppato nel 1989 da Nihon Falcom. Convertito per numerose piattaforme, è il sesto titolo della serie Dragon Slayer e il primo titolo della serie The Legend of Heroes.
Nel 1993 la versione per TurboGrafx-CD è stata considerata miglior gioco dell'anno dalla rivista statunitense Electronic Games.